# 52e cérémonie des Australian Film Institute Awards
La 52e cérémonie des Australian Film Institute Awards, décernés par l'Australian Film Institute, a eu lieu le 11 décembre 2010 et a récompensé les meilleurs films et programmes de télévision réalisés l'année précédente. La cérémonie a été présentée par Shane Jacobson et diffusée sur Nine Network.
Il s'agit de la dernière cérémonie de récompenses avant la création de l'Australian Academy of Cinema and Television Arts et la fin des Australian Film Institute Awards. Les nominations ont été annoncées le 27 octobre 2010.
La cérémonie est marquée par le triomphe du film Animal Kingdom, nommé dix-huit fois – un record dans l'histoire des AFI Awards –, qui a remporté dix récompenses et tous les prix principaux (dont meilleur(e) film, réalisateur, acteur, actrice, acteur dans un second rôle, scénario original).

## Palmarès

### Cinéma

#### Meilleur film
- Animal Kingdom
  - Bran Nue Dae
  - Bright Star
  - Commandos de l'ombre (Beneath Hill 60)
  - L'Arbre (The Tree)
  - Demain, quand la guerre a commencé (Tomorrow, When the War Began)

#### Meilleur réalisateur
- David Michôd pour Animal Kingdom
  - Jeremy Hartley Sim pour Commandos de l'ombre (Beneath Hill 60)
  - Jane Campion pour Bright Star
  - Julie Bertuccelli pour L'Arbre (The Tree)

#### Meilleur acteur
- Ben Mendelsohn pour le rôle d'Andrew "Pope" Cody dans Animal Kingdom
  - Brendan Cowell pour le rôle du capitaine Oliver Woodward dans Commandos de l'ombre (Beneath Hill 60)
  - James Frecheville pour le rôle de Joshua "J" Cody dans Animal Kingdom
  - Clive Owen pour le rôle de Joe Warr dans The Boys Are Back

#### Meilleure actrice
- Jacki Weaver pour le rôle de Janine "Smurf" Cody dans Animal Kingdom
  - Abbie Cornish pour le rôle de Fanny Brawne dans Bright Star
  - Morgana Davies pour le rôle de Simone dans L'Arbre (The Tree)
  - Charlotte Gainsbourg pour le rôle de Dawn dans L'Arbre (The Tree)

#### Meilleur acteur dans un second rôle
- Joel Edgerton pour le rôle de Barry "Baz" Brown dans Animal Kingdom
  - Guy Pearce pour le rôle de Nathan Leckie dans Animal Kingdom
  - Kodi Smit-McPhee pour le rôle de Finn dans Matching Jack
  - Sullivan Stapleton pour le rôle de Craig Cody dans Animal Kingdom

#### Meilleure actrice dans un second rôle
- Deborah Mailman pour le rôle de Roxanne dans Bran Nue Dae
  - Julia Blake pour le rôle de Barbara dans The Boys Are Back
  - Kerry Fox pour le rôle de Mrs. Frances Brawne dans Bright Star
  - Laura Wheelwright pour le rôle de Nicky Henry dans Animal Kingdom

#### Meilleur scénario original
- Animal Kingdom – David Michôd
  - Commandos de l'ombre (Beneath Hill 60) – David Roach
  - Bright Star – Jane Campion
  - Daybreakers – Michael et Peter Spierig

#### Meilleur scénario adapté
- Demain, quand la guerre a commencé (Tomorrow, When the War Began) – Stuart Beattie
  - Bran Nue Dae – Reg Cribb, Rachel Perkins et Jimmy Chi
  - The Boys Are Back – Allan Cubitt
  - L'Arbre (The Tree) – Julie Bertuccelli

#### Meilleurs décors
- Bright Star – Janet Patterson
  - Animal Kingdom – Jo Ford
  - Commandos de l'ombre (Beneath Hill 60) – Clayton Jauncey
  - Demain, quand la guerre a commencé (Tomorrow, When the War Began) – Robert Webb, Michelle McGahey, Damien Drew et Bev Dunn

#### Meilleurs costumes
- Bright Star – Janet Patterson
  - Animal Kingdom – Cappi Ireland
  - Commandos de l'ombre (Beneath Hill 60) – Ian Sparke et Wendy Cork
  - Bran Nue Dae – Margot Wilson

#### Meilleure photographie
- Bright Star – Greig Fraser
  - Animal Kingdom – Adam Arkapaw
  - Commandos de l'ombre (Beneath Hill 60) – Robyn Kershaw et Toby Oliver
  - The Waiting City – Denson Baker

#### Meilleur montage
- Animal Kingdom – Luke Doolan
  - Commandos de l'ombre (Beneath Hill 60) – Dany Cooper
  - Bright Star – Alexandre de Franceschi
  - Demain, quand la guerre a commencé (Tomorrow, When the War Began) – Marcus D'Arcy

#### Meilleur son
- Demain, quand la guerre a commencé (Tomorrow, When the War Began) – Andrew Plain, David Lee, Gethin Creagh et Robert Sullivan
  - Animal Kingdom – Sam Petty, Rob Mackenzie, Philippe Decrausaz, Leah Katz, Brooke Trezise et Richard Pain
  - Commandos de l'ombre (Beneath Hill 60) – Liam Egan, Alicia Slusarski, Mark Cornish, Tony Murtagh, Robert Sullivan et Mario Vaccaro
  - Bran Nue Dae – Andrew Neil, Steve Burgess, Peter Mills, Mario Vaccaro, Blaire Slater, David Bridie et Scott Montgomery

#### Meilleure musique de film
- Animal Kingdom – Antony Partos et Sam Petty
  - Commandos de l'ombre (Beneath Hill 60) – Cezary Skubiszewski
  - Bran Nue Dae – Cezary Skubiszewski, Jimmy Chi, Patrick Duttoo Bin Amat, Garry Gower, Michael Manolis Mavromatis et Stephen Pigram
  - Bright Star – Mark Bradshaw

#### AFI Members' Choice Award
- Animal Kingdom
  - Bran Nue Dae
  - Bright Star
  - Commandos de l'ombre (Beneath Hill 60)
  - L'Arbre (The Tree)
  - Demain, quand la guerre a commencé (Tomorrow, When the War Began)

#### Readers' Choice Award
- Animal Kingdom
  - Bran Nue Dae
  - The Kings of Mykonos (Wog Boy 2: Kings of Mykonos)
  - Le Royaume de Ga'hoole (Legend of the Guardians: The Owls of Ga'Hoole)
  - Demain, quand la guerre a commencé (Tomorrow, When the War Began)

### Récompenses spéciales

#### Raymond Longford Award
- Reg Grundy

#### Byron Kennedy Award
- Animal Logic

#### International Award du meilleur acteur
- Sam Worthington pour le rôle de Jake Sully dans Avatar
  - Simon Baker pour le rôle de Patrick Jane dans Mentalist (The Mentalist)
  - Ryan Kwanten pour le rôle de Jason Stackhouse dans True Blood
  - Kodi Smit-McPhee pour le rôle du garçon dans La Route (The Road)

#### International Award de la meilleure actrice
- Mia Wasikowska pour le rôle d'Alice dans Alice au pays des merveilles (Alice in Wonderland)
  - Toni Collette pour le rôle de Tara Gregson dans United States of Tara
  - Bojana Novakovic pour le rôle d'Emma Charlotte Craven dans Hors de contrôle (Edge of Darkness)
  - Naomi Watts pour le rôle d'Elizabeth dans Mother and Child

#### Meilleur espoir
- Harrison Gilbertson pour le rôle de Frank Tiffin dans Commandos de l'ombre (Beneath Hill 60)
  - Ashleigh Cummings pour le rôle de Robyn Mathers dans Demain, quand la guerre a commencé (Tomorrow, When the War Began)
  - Morgana Davies pour le rôle de Simone dans L'Arbre (The Tree)
  - James Frecheville pour le rôle de Joshua "J" Cody dans Animal Kingdom

#### Meilleurs effets visuels
- Daybreakers – Peter and Michael Spierig, Rangi Sutton, James Rogers et Randy Vellacott
  - L'Arbre (The Tree) – Dave Morley, Felix Crawshaw, Claudia Lecaros et Tim Walker
  - Tinglewood – Wil Manning
  - Demain, quand la guerre a commencé (Tomorrow, When the War Began) – Chris Godfrey, Sigi Eimutis, Dave Morely et Tony Cole

## Récompenses et nominations multiples

### Nominations multiples

#### Cinéma
18 : Animal Kingdom
12 : Commandos de l'ombre
11 : Bright Star
9 : Demain, quand la guerre a commencé
8 : Bran Nue Dae, L'Arbre
3 : The Boys Are Back
2 : Daybreakers

### Récompenses multiples

#### Cinéma
10 : Animal Kingdom
3 : Bright Star